# Supercoupe du Tadjikistan de football
La Supercoupe du Tadjikistan de football est une compétition de football opposant lors d'un match le champion du Tadjikistan au vainqueur de la coupe du Tadjikistan de la saison précédente. Si le champion est également le vainqueur de la coupe, le vice-champion devient son adversaire. La compétition est créée en 2010.

## Palmarès
| Année | Vainqueur          | Score      | Finaliste              |
| ----- | ------------------ | ---------- | ---------------------- |
| 2010  | Istiqlol Douchanbé | 2-0ap      | Vakhsh Qurghonteppa    |
| 2011  | Istiqlol Douchanbé | 1-0ap      | Regar-TadAZ Tursunzoda |
| 2012  | Istiqlol Douchanbé | 2-1        | Regar-TadAZ Tursunzoda |
| 2013  | Ravshan Kulob      | 2-1        | Regar-TadAZ Tursunzoda |
| 2014  | Istiqlol Douchanbé | 5-0        | Ravshan Kulob          |
| 2015  | Istiqlol Douchanbé | 2-2 4-3tab | Khayr Vahdat           |
| 2016  | Istiqlol Douchanbé | 1-0        | FK Khodjent            |
| 2017  | Khosilot Farkhor   | 2-1        | Istiqlol Douchanbé     |
| 2018  | Istiqlol Douchanbé | 3-2        | Khosilot Farkhor       |
| 2019  | Istiqlol Douchanbé | 3-0        | FK Khodjent            |
| 2020  | Istiqlol Douchanbé | 2-1        | FK Khodjent            |
| 2021  | Istiqlol Douchanbé | 2-0        | Ravshan Kulob          |
| 2022  | Istiqlol Douchanbé | 1-0        | FK Khodjent            |
| 2023  | Ravshan Kulob      | 1-0        | Istiqlol Douchanbé     |
| 2024  | Istiqlol Douchanbé | 2-1        | Ravshan Kulob          |